# Kekko Fornarelli
Kekko Fornarelli, pseudonimo di Francesco Fornarelli (Bari, 10 gennaio 1978), è un pianista e compositore italiano di musica crossover jazz e colonne sonore.

## Biografia
Conosciuto per il suo stile unico, che fonde il jazz con influenze provenienti da diversi generi musicali, come l’elettronica, il pop e la world music, Kekko Fornarelli ha costruito una carriera internazionale grazie alla sua capacità di mescolare la tradizione jazzistica europea con elementi contemporanei, creando un suono moderno e accessibile a un vasto pubblico.
Ha iniziato a suonare il pianoforte a soli tre anni, mostrando sin da piccolo un talento fuori dal comune. Dopo essersi formato in ambito classico, ha intrapreso un percorso di studio più approfondito nel jazz, affascinato dalle possibilità di improvvisazione e dall'espressività libera che questo genere offre. Durante la sua crescita musicale, ha assimilato influenze diverse, dalla musica classica, al rock, alla musica elettronica, fino a vari stili di world music, elementi che hanno arricchito il suo linguaggio musicale. 
Il suo stile si distingue per la capacità di sintetizzare vari generi senza mai perdere di vista la coerenza espressiva e la profondità emotiva. Nei suoi lavori è evidente un uso innovativo del pianoforte, che spesso si fonde con strumenti elettronici e digitali. Fornarelli crea musica che va oltre i confini del jazz tradizionale, esplorando territori che includono sonorità elettroniche e ambient. La sua musica è spesso descritta come "cinematografica", poiché riesce a evocare immagini e atmosfere suggestive, rendendola perfetta anche per colonne sonore.
La sua carriera da solista è segnata da diversi progetti discografici, tra cui i più rappresentativi sono "Room of Mirrors" (2011), "Outrush" (2014), "Abaton" (2018), "Anthropocene" (2021) e "Naked" (2023).
Molto apprezzato internazionalmente, nel corso della sua carriera, Kekko Fornarelli ha suonato in numerosi festival jazz internazionali e club prestigiosi, esibendosi in più di 60 paesi e confermandosi tra i jazzisti italiani con il maggior numero di concerti svolti all'estero.
Il suo trio, che spesso lo accompagna nelle performance live, è una delle formazioni più apprezzate nella scena jazz contemporanea internazionale. Il Kekko Fornarelli Trio si distingue per il forte interplay tra i musicisti e per la capacità di creare atmosfere dinamiche e coinvolgenti, in cui si fondono improvvisazione e melodia.
Oltre alla sua attività di musicista, oggi Kekko Fornarelli è anche un compositore di colonne sonore per film, mostrando una versatilità che lo rende un artista decisamente poliedrico.

## Discografia

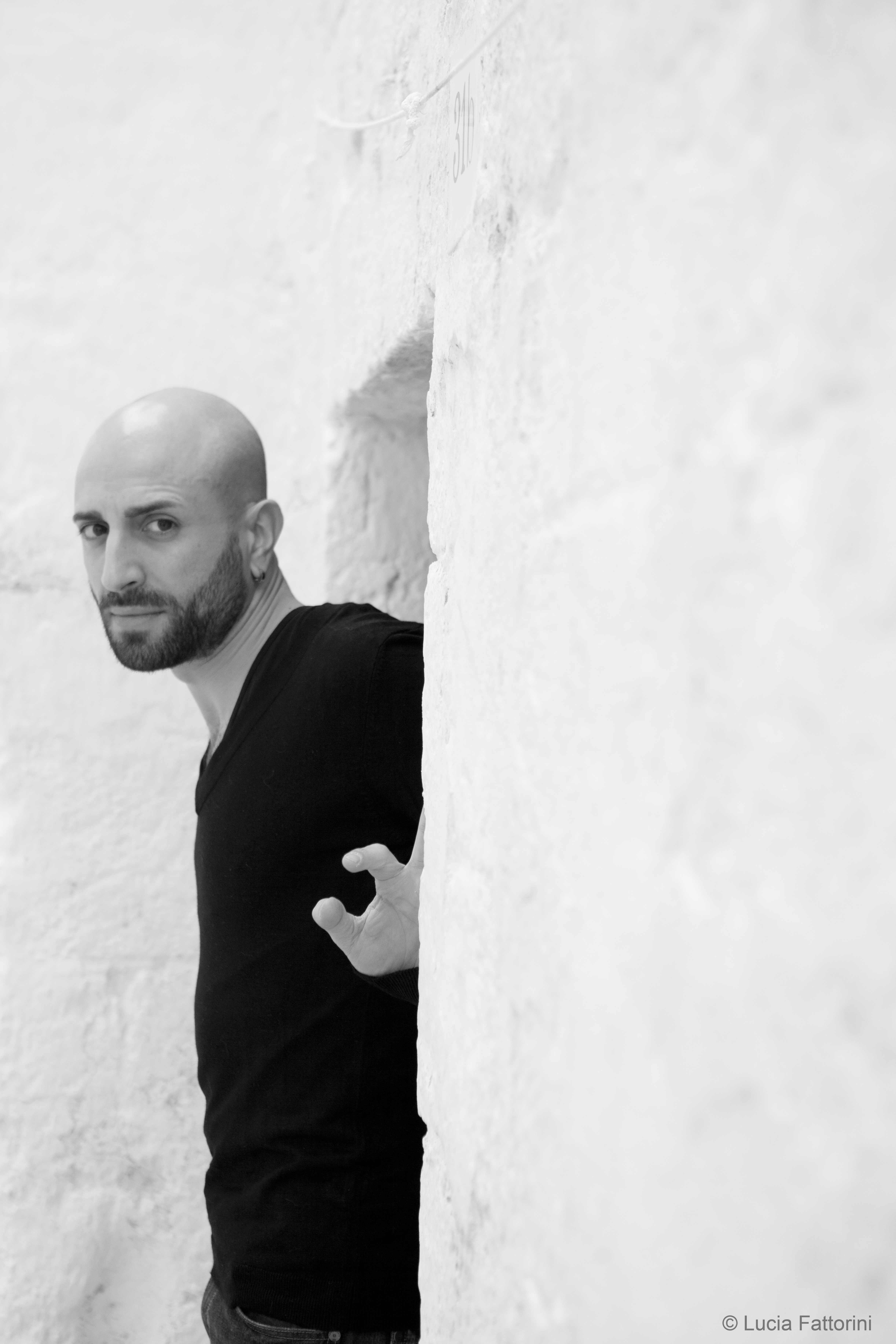

### da leader
- 2023 - Naked (Eskape)
- 2021 - Anthropocene (Eskape)
- 2018 - Abaton (Eskape)[1]
- 2014 - Outrush (Abeat Records)
- 2011 - Room of Mirrors (Auand Records)
- 2007 - A French Man In New York (Wide Sound)[2]
- 2005 - Circular Thought (Wide Sound)

### da coautore
- 2022 - L'Ospite, The Original Soundtrack (Eskape) - Kekko Fornarelli e Giuseppe Bassi
- 2018 - Matter of Time (Eskape) - Shine
- 2013 - Mar Endins (Fresh Sound) - Rusò Sala e Kekko Fornarelli Trio

## Colonne Sonore
Premi
- 2024 - Premio Rota (Italia), per la colonna sonora del film Gli Agnelli Possono Pascolare in Pace, di Beppe Cino (Draka Productions)

Colonne sonore originali
- 2024 - Gli Agnelli Possono Pascolare in Pace, film di Beppe Cino (Draka Production)
- 2024 - Pattini e Acciaio, docufilm di Rossella De Venuto (Interlinea Film)
- 2022 - L’Ospite, docufilm di Domenico Magno (Pharos Film Company)

Partecipazioni a colonne sonore
- 2022 - Padre Pio, film di Abel Ferrara (Maze Pictures, Rimsky Productions, Interlinea Film, Carte Blanche Film)